# Киброн (кантон)
Киброн (фр. Quiberon) — кантон во Франции, находится в регионе Бретань, департамент Морбиан. Входит в состав округа Лорьян.

## История
До 2015 года в состав кантона входили коммуны Иль-д’Уат, Карнак, Киброн, Ла-Трините-сюр-Мер, Оэдик, Плуарнель и Сен-Пьер-Киброн.
В результате реформы 2015 года состав кантона был изменен: в него вошли все коммуны упраздненных кантонов Бель-Иль и Бельс.

## Состав кантона с 22 марта 2015 года
В состав кантона входят коммуны (население по данным Национального института статистики Архивная копия от 17 января 2022 на Wayback Machine за 2019 г.):
- Бангор (1 012 чел.)
- Бельс (3 760 чел.)
- Иль-д’Уат (216 чел.)
- Карнак (4 236 чел.)
- Киброн (4 658 чел.)
- Ла-Трините-сюр-Мер (1 622 чел.)
- Ле-Пале (2 544 чел.)
- Локмарья (931 чел.)
- Локуаль-Мендон (3 464 чел.)
- Оэдик (94 чел.)
- Плёмель (2 988 чел.)
- Плуарнель (2 214 чел.)
- Сен-Пьер-Киброн (2 056 чел.)
- Созон (996 чел.)
- Эрдевен (3 853 чел.)
- Этель (2 054 чел.)

## Политика
На президентских выборах 2022 г. жители кантона отдали в 1-м туре Эмманюэлю Макрону 34,1 % голосов против 19,6 % у Марин Ле Пен и 17,4 % у Жана-Люка Меланшона; во 2-м туре в кантоне победил Макрон, получивший 65,7 % голосов. (2017 год. 1 тур: Франсуа Фийон – 27,8 %, Эмманюэль Макрон – 25,0 %, Жан-Люк Меланшон – 17,0 %, Марин Ле Пен – 15,6 %; 2 тур: Макрон – 72,5 %. 2012 год. 1 тур: Николя Саркози — 34,1 %, Франсуа Олланд — 23,1 %, Марин Ле Пен — 16,2 %; 2 тур: Саркози — 56,2 %).
С 2015 года кантон в Совете департамента Морбиан представляют мэр коммуны Локуаль-Мендон Карин Беллек (Karine Bellec) и бывший мэр коммуны Плуарнель Жерар Пьер (Gérard Pierre) (оба ― Разные правые).
|                | Кандидаты                     | Партия                   | Первый тур | Первый тур     | Второй тур | Второй тур |
| Кол-во голосов | Кандидаты                     | Партия                   | % голосов  | Кол-во голосов | % голосов  |            |
| -------------- | ----------------------------- | ------------------------ | ---------- | -------------- | ---------- | ---------- |
|                | Карин Беллек Жерар Пьер       | Разные правые            | 6 478      | 52,99          | 8 443      | 68,39      |
|                | Ален Корбьон Флоранс Лескоффи | Разные левые             | 3 439      | 28,13          | 3 903      | 31,61      |
|                | Кристоф Зацек Николь Морель   | Национальное объединение | 2 309      | 18,89          |            |            |

|                | Кандидаты                    | Партия             | Первый тур | Первый тур     | Второй тур | Второй тур |
| Кол-во голосов | Кандидаты                    | Партия             | % голосов  | Кол-во голосов | % голосов  |            |
| -------------- | ---------------------------- | ------------------ | ---------- | -------------- | ---------- | ---------- |
|                | Карин Беллек Жерар Пьер      | Правый блок        | 7 664      | 47,52          | 9 495      | 66,25      |
|                | Симон Анкер Тибо Грольмюн    | Разные левые       | 3 630      | 22,51          | 4 838      | 33,75      |
|                | Мирей Эс Клод Маюа           | Национальный фронт | 3 461      | 21,46          |            |            |
|                | Жан-Клод Арри Кристель Дюмон | Левый фронт        | 1 373      | 8,51           |            |            |